# Epsine

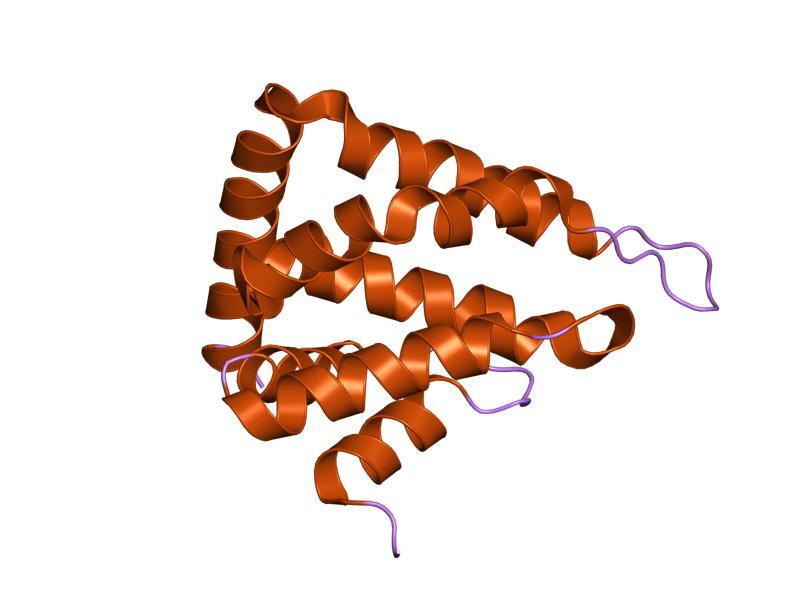
Epsine 1, Structures protéiques

Les epsines sont des protéines membranaires intervenant dans les processus d'endocytose.

## Rôles
Elles intervient, en association avec la clathrine, dans les processus d'endocytose.

## En médecine
Leur expression est augmentée dans les cancers, favorisant le caractère invasif de ces derniers par l'intermédiaire de l'internalisation de plusieurs récepteurs, dont celui des facteurs de croissance de l’endothélium vasculaire ou ceux de la voie de signalisation Notch.